# Adrian Gagea
Adrian Gagea (n. 2 iunie 1941, Câmpulung Moldovenesc, Suceava, România – d. 6 mai 2020, București, România) a fost un atlet specializat în aruncarea greutății, profesor universitar, cercetător și inventator român.

## Biografie
Adrian Gagea s-a născut în Câmpulung Moldovenesc, județul Suceava la 2 iunie 1941. A absolvit Universitatea Tehnică „Gheorghe Asachi” din Iași și Universitatea Națională de Educație Fizică și Sport (UNEFS) din București. A fost doctor în educație fizică și sport, teza acestuia având titlul Muscular power and neuromuscular excitability in sportsmen.
Ca sportiv, a fost de optsprezece ori campion național la aruncarea greutății, precum și deținător al recordului național în această probă. În 1971 a participat la Campionatul European în sală de la Sofia. A fost profesor universitar de biomecanică în cadrul Facultății de Kinetoterapie a UNEFS și cercetător științific și director al Centrului de Cercetări Interdisciplinare „Alexandru Partheniu” al UNEFS. A fost membru emerit de onoare al Federației Internaționale a Sportului Universitar (FISU), al cărei auditor a fost ales în șase legislaturi consecutive, a câte patru ani fiecare, în perioada 1991–2015. Adrian Gagea a publicat peste o sută de lucrări științifice și 16 cărți științifice în domeniile sportului, biomecanicii și a managementului granturilor de cercetare, precum și o carte despre pescuit. De asemenea, a brevetat un mare număr de invenții de electrofiziologie și biomecanică.